# Inocențiu Micu-Klein
Ioan Inocențiu Micu-Klein, rodným jménem Ioan Micu (1692 Sadu - 22. září 1768 Řím) byl biskup a primas rumunské řeckokatolické církve od roku 1730 do jeho rezignace v roce 1751. Proslul bojem za národnostní práva pro Rumuny v Sedmihradsku, jež bylo v době jeho života součástí Habsburské monarchie.

## Život
Narodil se jako Ioan Micu (Inocențiu je jeho duchovní jméno a Klein německý překlad jeho příjmení, někdy převáděného zpět do rumunské transkripce jako Clain). Narodil se v Sadu, dnes v okrese Sibiu, v rodině nižší třídy. Studoval u jezuitů v Kluži a teologii v Trnavě.
Dne 18. listopadu 1728, po smrti předchozího biskupa Ioana Giurgiu Patachiho, se sešel volební synod a Micu byl zvolen biskupem ve Făgărașu, i když byl mladý a ještě neukončil studia. Habsburský panovník, císař Karel VI., ho jmenoval 12. července 1729. Dne 5. září 1729 mu byl udělen titul barona a 23. září téhož roku se stal knězem a okamžitě vstoupil do baziliánského řádu. Papež Klement XII. ho potvrdil 11. září 1730, a proto byl 5. listopadu 1730 vysvěcen na biskupa mukačevským eparchou Gennadiusem Bizanczym. Ihned po své intronizaci svolal církevní synod, který vydal 20 dekretů o správních, disciplinárních a svátostných otázkách. V roce 1737 přemístil biskupské sídlo z Făgărașu do Blaje a v roce 1741 položil základy místní katedrály.
Z Mukačeva se přestěhoval do Vídně, kde se u císaře přimlouval za práva sedmihradského lidu. 11. prosince 1732 zasedl v Sedmihradském sněmu. Jako člen sněmu začal tlačit na habsburské úřady, aby splnily dohodu, že konverze k řeckokatolické církvi s sebou přinese privilegia pro rumunské obyvatele a konec nevolnictví. Nejprve požadoval práva pro duchovenstvo a konvertity a brzy začal žádat o svobodu pro všechny Rumuny. Tuto svou kampaň vedl přes čtyřicet let. Maďarská většina na sněmu se však postavila proti osvobození pracovní síly nebo udělení politických práv Rumunům. Jeho vytrvalost způsobila potíže i rakouské císařovně Marii Terezii, která si nemohla dovolit znepřátelit Maďary a Micu se pro ni stal nepohodlným.
V roce 1744 tak byl z Rakouska vyhoštěn. Odešel do Říma, kde o několik let později, 7. května 1751, musel rezignovat i na biskupský post. Zemřel tamtéž o 17 let později.